# 岡崎裕美子
岡崎 裕美子（おかざき ゆみこ、1976年10月12日 - ）は日本の歌人。

## 経歴
山形県東根市出身。日本大学山形高等学校に在学中、全国の日大系高校の文芸コンクールに短歌を出品し、入選を果たす。そこで短歌の魅力と出会う。日本大学芸術学部文芸学科に進学後、歌誌「未来」編集発行人・岡井隆の歌に出会い、大きな転機となる。大学在学中の1998年、NHK全国短歌大会で「若い世代賞」を受賞。
1999年、同大学卒業、「未来」に入会し、岡井隆に師事する。2001年、未来年間賞受賞。2005年11月、第一歌集『発芽』を出版。現在は都内の編集プロダクションに勤める傍ら作歌活動を行っている。歌誌「未来」の表紙の裏に「今月の歌」として、歌集の紹介記事を連載中。

## 著書
- 第一歌集『発芽』（2005年、ながらみ書房）ISBN 4860233549, 岡山県立図書館、山形県東根図書館　所蔵。
- 第二歌集『わたくしが樹木であれば』（2017年、青磁社）ISBN 9784861983894 京都府田辺図書館、神奈川県川崎図書館、東京都府中図書館、東京都練馬区図書館　所蔵